# Tweedia echegarayi
Tweedia echegarayi är en oleanderväxtart som först beskrevs av Georg Hans Emmo Emo Wolfgang Hieronymus, och fick sitt nu gällande namn av Gustaf Oskar Andersson Malme. Tweedia echegarayi ingår i släktet Tweedia och familjen oleanderväxter. Inga underarter finns listade i Catalogue of Life.